# スキップアウェイ
スキップアウェイ (Skip Away、1993年4月4日 - 2010年5月14日) はアメリカ合衆国の競走馬、種牡馬。主な勝ち鞍にブリーダーズカップ・クラシック（1997年）、ハスケルインビテーショナルステークス、ウッドバインミリオン（以上1996年）、ジョッキークラブゴールドカップステークス（1996、1997年）、ドンハンデキャップ、ガルフストリームパークハンデキャップ、ピムリコスペシャル、ハリウッドゴールドカップハンデキャップステークス、ウッドワードステークス（以上1998年）など。「スキッピー」の愛称で親しまれ、エクリプス賞に最優秀3歳牡馬（1996年）、最優秀古牡馬（1997年）、年度代表馬および最優秀古牡馬（1998年）と3年連続で選出された。

## デビューまで
1993年4月4日、フロリダ州にあるインディアンヒルファームのアンナ・マリー・バーンハートのもとで生まれ、成長するとオカラでのトレーニングセールに出品されて調教師のヒューバート・ハインが3万ドルで落札。しかし、落札後に膝の骨に欠落がある事が判明し、落札価格3万ドルから手術のための費用7500ドルを差し引いた価格を実際の購買価格とすることで契約が成立した。もっとも、件の手術は実際には行われなかった。

## 戦績
- 特記事項なき場合、本節の出典はEQIBASE[1]

### 2 - 3歳（1995 - 1996年）
1995年6月16日、モンマスパーク競馬場のメイドン競走でデビューし、4着。2戦目のブラックタイプ競走グリテッドタイムスステークス2着を経て、3戦目のメイドン競走で初勝利を挙げる。その後しばらくはカウディンステークス、レムゼンステークスでともに2着など勝ちきれない競馬が続いたが、3歳を迎えて初戦のアローワンス競走で2勝目を挙げた。G1競走初出走のフロリダダービーでアンブライドルズソングの3着ののち、ブルーグラスステークスでルイカトルズを6馬身差下して重賞初勝利。アメリカクラシック三冠路線に進み、ケンタッキーダービーでは19頭立ての12着。結果的にこれが生涯最低着順となった。続くプリークネスステークスとベルモントステークスでは続けて2着に入り、オハイオダービー1着ののち出走のハスケルインビテーショナルステークスでG1競走初勝利を挙げる。トラヴァーズステークス3着を挟み、ウッドバイン競馬場に遠征して出走のウッドバインミリオンでG1競走2勝目。10月ベルモントパーク競馬場でのジョッキークラブゴールドカップステークスでシガーに挑み、最後の直線で競り合った末にシガーを頭差下して勝利。3歳時は以降は出走しなかったものの12戦して6勝、そのうちG1競走を3勝してエクリプス賞最優秀3歳牡馬に選出された。

### 4歳（1997年）
1997年、ドンハンデキャップから始動してフォーマルゴールドの2着。続く3戦もリステッド競走1つを含んで2着、3着、2着としたあと、サフォークダウンズ競馬場のG3競走マサチューセッチハンデキャップに進んでフォーマルゴールドをアタマ差破って半年近くぶりの勝利を挙げる。続くサバーバンハンデキャップでもウィルズウェイを下して重賞を連勝するが、ホイットニーハンデキャップではウィルズウェイ、フォーマルゴールドに後れを取っての3着。フィリップ・H・アイズリンハンデキャップとウッドワードステークスでもフォーマルゴールドの前に屈して連続2着に終わったが、ジョッキークラブゴールドカップステークスでは道中から逃げてインスタントフレンドシップに6馬身半差をつけてG1競走4勝目を挙げ、ハリウッドパーク競馬場でのブリーダーズカップ・クラシックでも逃げてデピュティコマンダーを6馬身差破ってG1競走5勝目とした。秋のG1競走2連勝は印象的な勝利とみられたが、1997年度のエクリプス賞年度代表馬の座は2歳馬フェイヴァリットトリックに持っていかれて最優秀古牡馬の座のみに選出された。

### 5歳（1998年）
5歳を迎えた1998年は前年同様ドンハンデキャップから始動し、先行策から押し切って1着。前年は逸したガルフストリームパークハンデキャップとピムリコスペシャルをも制して、G1競走5連勝を記録する。マサチューセッツハンデキャップを連覇ののち西海岸地区に向かい、ハリウッドゴールドカップハンデキャップステークスを逃げ切りで勝利。フィリップ・H・アイズリンハンデキャップとウッドワードステークスも制して前年のジョッキークラブゴールドカップステークスからの連勝を9まで伸ばしたが、2年連続制していたジョッキークラブゴールドカップステークスで3着に終わって2年越しの10連勝はならず、ブリーダーズカップ・クラシックではシルバーチャームやスウェイン、オーサムアゲインらと相まみえた末に6着に終わり、残り約30万ドルにまで迫っていた、シガーの持つ当時のアメリカにおける生涯獲得賞金記録9,999,815ドルを上回ることはできずに引退。それでも5歳時は9戦してG1競走5勝を含む7勝、それも6つの異なる競馬場で挙げ、エクリプス賞年度代表馬と2年連続の最優秀古牡馬に選出された。

## 競走成績
以下の内容は、EQIBASEの情報および記載法に基づく。
| 出走日     | 競馬場                 | 競走名                     | 格 | 距離   | 頭数 | 枠番 (PP) | 馬番 (Pgm) | 着順 | 騎手           | 斤量 （lb/kg換算） | タイム  | 着差          | 勝ち馬/（2着）馬       |
| ---------- | ---------------------- | -------------------------- | -- | ------ | ---- | --------- | ---------- | ---- | -------------- | ------------------ | ------- | ------------- | ---------------------- |
| 1995.06.16 | モンマスパーク         | メイドン                   |    | ダ5f   | 10   | 2         | 1          | 04着 | C. マルケスJr. | 118/53.5           |         | （8馬身3/4）  | Cold Snap              |
| 0000.07.09 | モンマスパーク         | グリデッドタイムスS        | BT | 芝5f   | 7    | 4         | 4          | 02着 | C. マルケスJr. | 112/51             |         | （1馬身1/2）  | Cold Snap              |
| 0000.08.16 | モンマスパーク         | メイドン                   |    | ダ8f   | 8    | 2         | 2          | 01着 | R. ウィルソン  | 118/53.5           | 1:39.16 | 12馬身1/4     | （Clashby Night）      |
| 0000.10.06 | メドウランズ           | ワールドアピールS          | BT | ダ8f   | 10   | 10        | 10         | 03着 | R. ウィルソン  | 115/52             |         | （3馬身1/4）  | Spicy Fact             |
| 0000.10.29 | ベルモントパーク       | カウディンS                | G2 | ダ8f   | 8    | 7         | 7          | 02着 | R. ウィルソン  | 122/55.5           |         | （ハナ）      | Gator Dancer           |
| 0000.11.25 | アケダクト             | レムゼンS                  | G2 | ダ9f   | 11   | 1         | 2          | 02着 | J. ベイリー    | 112/51             |         | （クビ）      | Tropicool              |
| 1996.01.10 | ガルフストリームパーク | アローワンス               |    | ダ8.5f | 5    | 1         | 1          | 中止 | J. ベイリー    | 117/53             |         |               | Blushing Jim           |
| 0000.02.10 | ガルフストリームパーク | アローワンス               |    | ダ8.5f | 12   | 4         | 4          | 01着 | S. セラーズ    | 117/53             | 1:44.33 | 12馬身        | （Hedge）              |
| 0000.03.16 | ガルフストリームパーク | フロリダダービー           | G1 | ダ9f   | 9    | 3         | 3          | 03着 | S. セラーズ    | 122/55.5           |         | （6馬身1/4）  | Unbridled's Song       |
| 0000.04.13 | キーンランド           | ブルーグラスS              | G2 | ダ9f   | 7    | 5         | 5          | 01着 | S. セラーズ    | 121/55             | 1:47.29 | 6馬身         | （Louis Quatorze）     |
| 0000.05.04 | チャーチルダウンズ     | ケンタッキーダービー       | G1 | ダ10f  | 19   | 16        | 10         | 12着 | S. セラーズ    | 126/57             |         | （16馬身3/4） | Grindstone             |
| 0000.05.18 | ピムリコ               | プリークネスS              | G1 | ダ9.5f | 12   | 11        | 11         | 02着 | S. セラーズ    | 126/57             |         | （3馬身1/4）  | Louis Quatorze         |
| 0000.06.08 | ベルモントパーク       | ベルモントS                | G1 | ダ12f  | 14   | 13        | 10         | 02着 | J. サントス    | 126/57             |         | （1馬身）     | Editor's Note          |
| 0000.06.23 | シッスルダウン         | オハイオダービー           | G2 | ダ9f   | 10   | 10        | 11         | 01着 | J. サントス    | 122/55.5           | 1:47.86 | 3馬身1/2      | （Victory Speech）     |
| 0000.08.04 | モンマスパーク         | ハスケル招待H              | G1 | ダ9f   | 7    | 2         | 2          | 01着 | J. サントス    | 124/56             | 1:47.73 | 1馬身         | （Dr.Caton）           |
| 0000.08.24 | サラトガ               | トラヴァーズS              | G1 | ダ10f  | 7    | 3         | 4          | 03着 | J. サントス    | 126/57             |         | （1馬身3/4）  | Will's Way             |
| 0000.09.15 | ウッドバイン           | ウッドバインミリオン       | G1 | ダ9f   | 7    | 1         | 1          | 01着 | S. セラーズ    | 126/57             | 1:49.00 | 4馬身         | （Victor Cooley）      |
| 0000.10.05 | ベルモントパーク       | ジョッキークラブ金杯       | G1 | ダ10f  | 6    | 4         | 4          | 01着 | S. セラーズ    | 121/55             | 2:00.70 | アタマ        | （Cigar）              |
| 1997.02.08 | ガルフストリームパーク | ドンH                      | G1 | ダ9f   | 10   | 7         | 7          | 02着 | S. セラーズ    | 123/55.5           |         | （1馬身1/4）  | Formal Gold            |
| 0000.03.01 | ガルフストリームパーク | ガルフストリームパークH    | G1 | ダ10f  | 6    | 2         | 3          | 02着 | S. セラーズ    | 122/55.5           |         | （2馬身1/4）  | Mt.Sassafras           |
| 0000.04.20 | ローンスターパーク     | テキサスマイルS            | L  | ダ8f   | 7    | 5         | 5          | 03着 | S. セラーズ    | 116/52.5           |         | （7馬身1/2）  | Isitingood             |
| 0000.05.10 | ピムリコ               | ピムリコスペシャル         | G1 | ダ9.5f | 8    | 8         | 8          | 02着 | S. セラーズ    | 119/54             |         | （1/2馬身）   | Gentlemen              |
| 0000.05.31 | サフォークダウンズ     | マサチューセッツH          | G3 | ダ9f   | 6    | 3         | 3          | 01着 | S. セラーズ    | 119/54             | 1:47.92 | アタマ        | （Formal Gold）        |
| 0000.07.04 | ベルモントパーク       | サバーバンH                | G3 | ダ10f  | 6    | 1         | 2          | 01着 | S. セラーズ    | 122/55.5           | 2:02.39 | 1馬身1/2      | （Will's Way）         |
| 0000.08.02 | サラトガ               | ホイットニーH              | G1 | ダ9f   | 6    | 2         | 2          | 03着 | S. セラーズ    | 125/56.5           |         | （6馬身1/2）  | Will's Way             |
| 0000.08.23 | モンマスパーク         | フィリップ・H・アイズリンH | G2 | ダ8.5f | 4    | 1         | 1          | 02着 | S. セラーズ    | 124/56             |         | （5馬身1/4）  | Formal Gold            |
| 0000.09.20 | ベルモントパーク       | ウッドワードS              | G1 | ダ9f   | 5    | 2         | 2          | 02着 | S. セラーズ    | 126/57             |         | （5馬身1/2）  | Formal Gold            |
| 0000.10.18 | ベルモントパーク       | ジョッキークラブ金杯       | G1 | ダ10f  | 7    | 1         | 1          | 01着 | J. ベイリー    | 126/57             | 1:58.89 | 6馬身1/2      | （Instant Friendship） |
| 0000.11.08 | ハリウッドパーク       | BCクラシック               | G1 | ダ10f  | 9    | 1         | 1          | 01着 | M. スミス      | 126/57             | 1:59.16 | 6馬身         | （Deputy Commander）   |
| 1998.02.07 | ガルフストリームパーク | ドンH                      | G1 | ダ9f   | 10   | 3         | 3          | 01着 | J. ベイリー    | 126/57             | 1:50.17 | 2馬身3/4      | （Unruled）            |
| 0000.02.28 | ガルフストリームパーク | ガルフストリームパークH    | G1 | ダ20f  | 6    | 2         | 3          | 01着 | J. ベイリー    | 127/57.5           | 2:03.21 | 2馬身1/4      | （Unruled）            |
| 0000.05.09 | ピムリコ               | ピムリコスペシャル         | G1 | ダ9.5f | 5    | 4         | 4          | 01着 | J. ベイリー    | 128/58             | 1:54.26 | 3馬身1/4      | （Precocity）          |
| 0000.05.30 | サフォークダウンズ     | マサチューセッツH          | G3 | ダ9f   | 5    | 1         | 2          | 01着 | J. ベイリー    | 130/59             | 1:47.27 | 4馬身1/4      | （Puerto Madero）      |
| 0000.06.28 | ハリウッドパーク       | ハリウッド金杯             | G1 | ダ10f  | 8    | 2         | 3          | 01着 | J. ベイリー    | 124/56             | 2:00.16 | 1馬身3/4      | （Puerto Madero）      |
| 0000.08.30 | モンマスパーク         | フィリップ・H・アイズリンH | G2 | ダ9f   | 7    | 4         | 4          | 01着 | J. ベイリー    | 131/59.5           | 1:47.33 | ハナ          | （Stormin Fever）      |
| 0000.09.19 | ベルモントパーク       | ウッドワードS              | G1 | ダ9f   | 5    | 2         | 2          | 01着 | J. ベイリー    | 126/57             | 1:47.80 | 1馬身3/4      | （Gentlemen）          |
| 0000.10.10 | ベルモントパーク       | ジョッキークラブ金杯       | G1 | ダ10f  | 6    | 4         | 4          | 03着 | J. ベイリー    | 126/57             |         | （10馬身1/4） | Wagon Limit            |
| 0000.11.07 | チャーチルダウンズ     | BCクラシック               | G1 | ダ10f  | 10   | 6         | 5          | 06着 | J. ベイリー    | 126/57             |         | （4馬身）     | Awesome Again          |

- BT：ブラックタイプ競走

## 引退後
引退後はケンタッキー州ミッドウェーのホープウェルファームで種牡馬となり、最初の2年の種付料が5万ドル、3年目の2001年は3万ドルに設定されていた。ブラッド・ホース誌が選ぶ20世紀のアメリカ名馬100選では第32位に選ばれ、2004年にはアメリカ競馬殿堂入りを果たした。また、シガーの記録にわずかに届かなかった獲得賞金9,616,360ドルの記録は、のちにカーリンが記録をまとめて更新後も第3位つけている。生涯で522頭の産駒を送り出し、そのうち293頭が勝ち上がって25頭がステークスウイナーとなった。日本での産駒も、マイネルエクソンが園田金盃を制し、クリスタルヴィオレがクイーンカップでダイワエルシエーロの2着に入るなどの成績を残した。
2010年5月14日、ホープウェルファームにて、心臓発作のため17歳で急逝。墓はケンタッキー州ジョージタウンの功労馬繋養施設オールドフレンズにある。

### 主な産駒
- Skipshot：スワップスステークス (G2)[7]
- Skipaslew：ゴールデンゲートダービー (G3)[8]
- Sister Swank：バレービューステークス（G3)[9]
- Skip Code：グレイステークス (G3)[10]
- マイネルエクソン：園田金盃[11]
- クリスタルヴィオレ：クイーンカップ2着[12]

## 血統表
| スキップアウェイの血統  | スキップアウェイの血統                         | スキップアウェイの血統                         | （血統表の出典）                               | （血統表の出典） |
| 父系                    | ダマスカス系                                   | ダマスカス系                                   | ダマスカス系                                   | [ § 2 ]          |
| 父 Skip Trial 1982 鹿毛 | 父の父Bailjumper 1974 鹿毛                     | Damascus                                       | Sword Dancer                                   | Sword Dancer     |
| 父 Skip Trial 1982 鹿毛 | 父の父Bailjumper 1974 鹿毛                     | Damascus                                       | Kerala                                         |                  |
| 父 Skip Trial 1982 鹿毛 | 父の父Bailjumper 1974 鹿毛                     | Court Circuit                                  | Royal Vale                                     | Royal Vale       |
| 父 Skip Trial 1982 鹿毛 | 父の父Bailjumper 1974 鹿毛                     | Court Circuit                                  | Cycle                                          |                  |
| 父 Skip Trial 1982 鹿毛 | 父の母Looks Promising 1968 芦毛                | Promised Land                                  | Palestinian                                    | Palestinian      |
| 父 Skip Trial 1982 鹿毛 | 父の母Looks Promising 1968 芦毛                | Promised Land                                  | Mahmoudess                                     |                  |
| 父 Skip Trial 1982 鹿毛 | 父の母Looks Promising 1968 芦毛                | Fouoresse                                      | Double Jay                                     | Double Jay       |
| 父 Skip Trial 1982 鹿毛 | 父の母Looks Promising 1968 芦毛                | Fouoresse                                      | Snow Flame                                     |                  |
| 母 Ingot Way 1981 芦毛  | 母の父Diplomat Way 1964 鹿毛                   | Nashua                                         | Nasrullah                                      | Nasrullah        |
| 母 Ingot Way 1981 芦毛  | 母の父Diplomat Way 1964 鹿毛                   | Nashua                                         | Segula                                         |                  |
| 母 Ingot Way 1981 芦毛  | 母の父Diplomat Way 1964 鹿毛                   | Jandy                                          | Princequillo                                   | Princequillo     |
| 母 Ingot Way 1981 芦毛  | 母の父Diplomat Way 1964 鹿毛                   | Jandy                                          | Centernary                                     |                  |
| 母 Ingot Way 1981 芦毛  | 母の母Ingot 1971 芦毛                          | Iron Ruler                                     | Never Bend                                     | Never Bend       |
| 母 Ingot Way 1981 芦毛  | 母の母Ingot 1971 芦毛                          | Iron Ruler                                     | Obedient                                       |                  |
| 母 Ingot Way 1981 芦毛  | 母の母Ingot 1971 芦毛                          | Glorious Night                                 | Dark Star                                      | Dark Star        |
| 母 Ingot Way 1981 芦毛  | 母の母Ingot 1971 芦毛                          | Glorious Night                                 | Queen Fleet                                    |                  |
| 母系(F-No.)             | (FN:14-f)                                      | (FN:14-f)                                      | (FN:14-f)                                      | [ § 3 ]          |
| 5代内の近親交配         | Nasrullah 4 × 5 = 9.38%、Mahmoud 5 × 5 = 6.25% | Nasrullah 4 × 5 = 9.38%、Mahmoud 5 × 5 = 6.25% | Nasrullah 4 × 5 = 9.38%、Mahmoud 5 × 5 = 6.25% | [ § 4 ]          |
| 出典                    | 1. 2. 3. 4.                                    | 1. 2. 3. 4.                                    | 1. 2. 3. 4.                                    | 1. 2. 3. 4.      |